# Sinval Guazzelli
Sinval Sebastião Duarte Guazzelli GOMM (Vacaria, 24 de janeiro de 1930 — Brasília, 12 de abril de 2001) foi um advogado e político brasileiro filiado ao Partido do Movimento Democrático Brasileiro (PMDB). Foi ministro da Agricultura durante o governo Itamar Franco. Pelo Rio Grande do Sul, foi governador durante dois mandatos, deputado federal e estadual por três e dois mandatos, respectivamente, além de secretário de Obras Públicas durante o governo Ildo Meneghetti. Foi também prefeito interino de Vacaria.
Graduado em Direito pela Pontifícia Universidade Católica do Rio Grande do Sul, iniciou sua carreira em sua cidade natal, Vacaria, onde foi vice-prefeito e prefeito. Em 1958 elegeu-se deputado estadual e, em 1970, deputado federal. Guazzelli foi filiado inicialmente ao antigo PDC, depois à ARENA, e mais tarde fundou junto de Tancredo Neves o Partido Popular (PP), o qual foi posteriormente absorvido pelo PMDB, onde ele ficou até falecer.
Como integrante da ARENA, Guazzelli foi imposto pela ditadura militar como governador gaúcho, permanecendo no cargo de 1975 a 1979. Posteriormente elegeu-se vice-governador de Pedro Simon, assumindo o cargo de governador quando Simon renunciou para concorrer a senador. Governou por onze meses, passando o cargo para Alceu Collares em 1991.
Em 1994, como ministro da Agricultura, Guazzelli foi admitido pelo presidente Itamar Franco à Ordem do Mérito Militar no grau de Grande-Oficial especial.
Em 1998, elegeu-se deputado federal pelo PMDB, empossado no início de fevereiro de 1999. Permaneceu no cargo até sua morte em 2001, vitimado pela esclerose lateral amiotrófica. Era primo do deputado federal Eloar Guazzelli e foi casado com a deputada estadual Ecléa Guazzelli.